# Farshid Moussavi

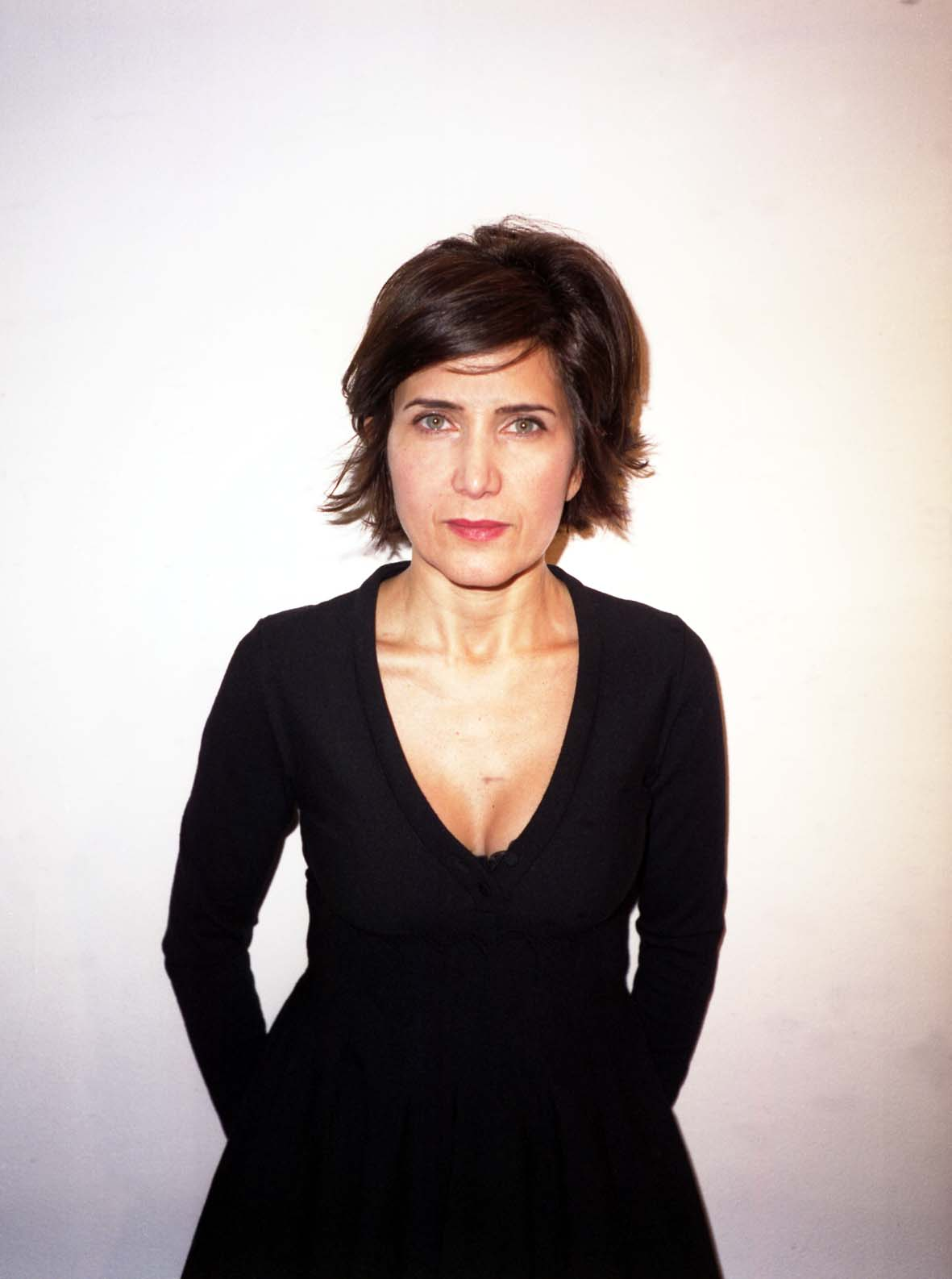
Farshid Moussavi, 2010

Farshid Moussavi (* 1965 in Schiras, Iran) ist eine britische Architektin. Sie ist die Gründerin von Farshid Moussavi Architecture (FMA) und Professorin für Praxis der Architektur an der Harvard University Graduate School of Design.
Moussavi wurde 2015 in die Royal Academy of Arts gewählt und wurde 2017 Professorin für Architektur an den Royal Academy Schools. Im Rahmen der Queen's Birthday Honours 2018 wurde sie zum Officer of the Order of the British Empire (OBE) ernannt.

## Kindheit und Studium
Moussavi wanderte 1979 nach London aus, um dort ein Internat zu besuchen. Sie absolvierte ein Architekturstudium an der Dundee School of Architecture, University of Dundee, der Bartlett School of Architecture, University College London, und erwarb einen Master in Architektur (MArch II) an der Harvard University Graduate School of Design (GSD). Während ihres Studiums in Harvard lernte Moussavi den Architekten Alejandro Zaera-Polo kennen.

## Karriere
Moussavi wurde zunächst mit Foreign Office Architects (FOA) bekannt, dem Büro, das sie 1993 gemeinsam mit ihrem Ex-Ehemann Alejandro Zaera-Polo gründete. Bei FOA war Moussavi Mitverfasserin des Entwurfs für das preisgekrönte Yokohama International Ferry Terminal in Japan und gehörte zum Team von United Architects, das im Wettbewerb für Ground Zero in die Endrunde kam. Darüber hinaus hat sie eine Vielzahl internationaler Projekte realisiert, darunter das John-Lewis-Kaufhaus in Leicester, England, und das Meydan-Einkaufszentrum in Istanbul, Türkei.
Nach der Trennung von Zaera-Polo gründete Moussavi im Juni 2011 ihr eigenes, in London ansässiges Büro, Farshid Moussavi Architecture (FMA). Zu ihren bemerkenswerten Projekten mit FMA gehören das Museum of Contemporary Art Cleveland, ein Wohnkomplex im Pariser Stadtteil La Défense-Nanterre, ein Wohngebäude in Montpellier und die Spielzeugabteilung von Harrods in London. Derzeit arbeitet das Büro an einer Reihe von hochkarätigen Projekten, darunter das Ismaili Center Houston in den USA. Es war Finalist beim Wettbewerb für die London National Portrait Gallery und Mitgewinner des internationalen Wettbewerbs für den neuen Sitz des Internationalen Olympischen Komitees (IOC) in Lausanne.

## Lehre und Forschung
Seit 2005 ist Moussavi Professorin für Praxis an der Harvard University Graduate School of Design. Zuvor lehrte sie an der Architectural Association School of Architecture in London (1993–2000) und war Leiterin der Akademie der bildenden Künste Wien (2002–2005). Sie war Gastprofessorin für Architektur am Berlage Institute in Rotterdam, am Hoger Architectuur Instituut Sint-Lucas in Gent und in den USA an der UCLA, der Columbia University und der Princeton University.
Moussavis Forschungen, die während ihrer Lehrtätigkeit an der Architectural Association in den frühen 90er Jahren begannen, konzentrierten sich auf Instrumente, die es Architekten ermöglichen, gebaute Formen mit gestalterischer Intelligenz und kreativen Möglichkeiten auszustatten – wie die Informationstechnik, neue Bautechnologien, Hüllen und Tesselation – und wie diese genutzt werden können, um alternative Konzepte für die Praxis der Architektur zu entwickeln.

## Projekte (Auswahl)

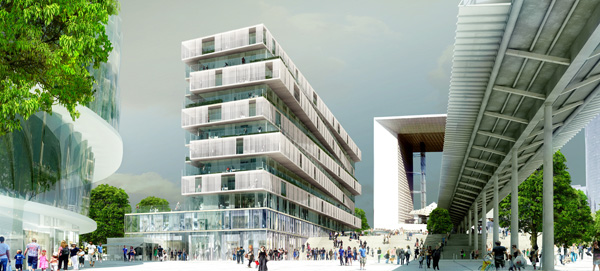
Wohnkomplex in La Defense Nanterre

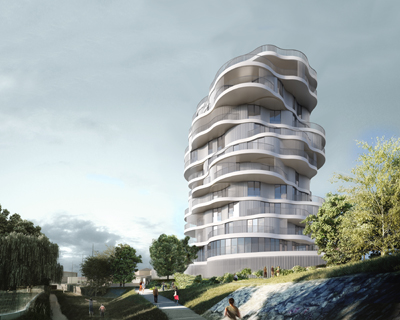
La Folie Divine, Montpellier

### Farshid Moussavi Architecture
- 2021 (im Bau): Ismaili Cultural Center, Houston, USA[8]
- 2018: Spielzeugabteilung von Harrods, London, England[9]
- 2017: Wohnkomplex, La Défense-Nanterre, Paris, France[10]
- 2017: Folie Divine, Les Jardins de la Lironde, Wohngebäude, Montpellier, France[11]
- 2016: Victoria Beckham Flagship Store, London, England
- 2012: Museum of Contemporary Art, Cleveland, USA[12][13][14]
- 2012: Installation für das Motto Common Ground auf der 13. Architekturbiennale Venedig, Italien[15]

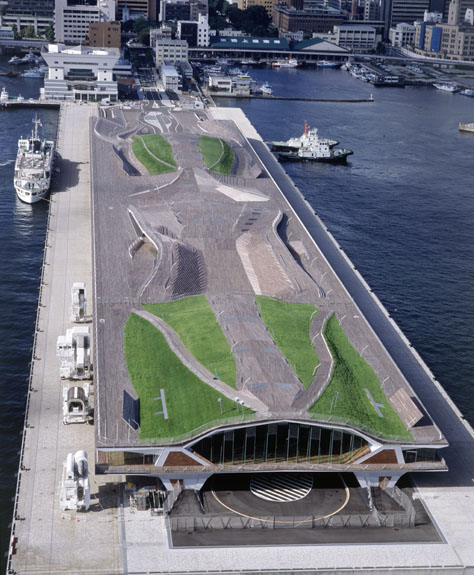
Internationales Seeverkehrsterminal von Yokohama

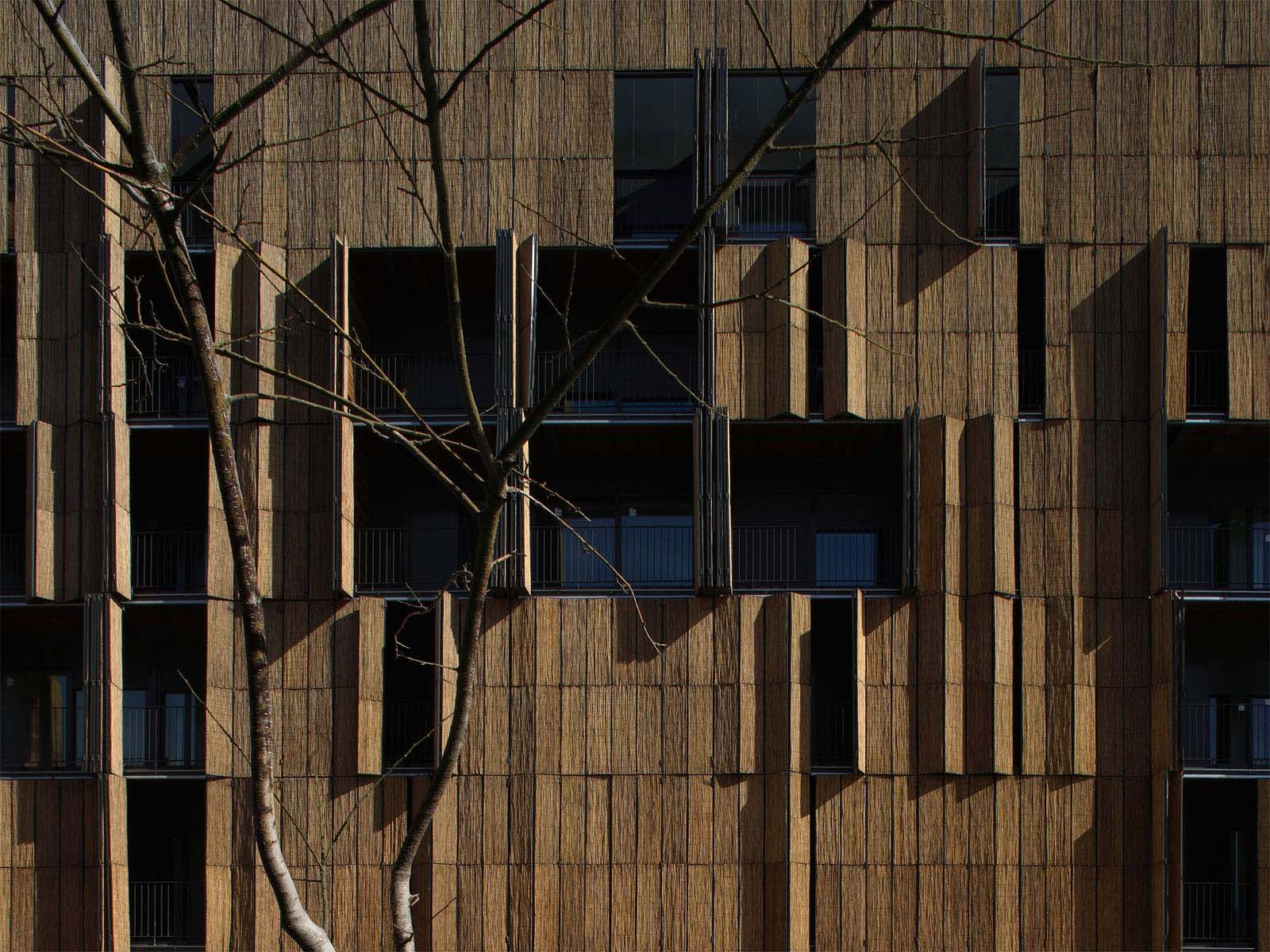
Carabanchel Sozialwohnungen, Detail der Fassade des Edificio Bambú (Bambusgebäude), Madrid

### Foreign Office Architects
- 2010: Ravensbourne Design and Communication College, London, England[16]
- 2007: Carabanchel Sozialwohnungen, Madrid, Spanien[17]
- 2000 – 2008: John Lewis Kaufhaus, Kino und Fußgängerbrücken, Leicester, England[18][19]
- 2004: South-East Costal Park und Auditorien, Barcelona, Spanien
- 2002: Britischer Pavillon auf der 8. Architekturbiennale Venedig, Italien[15]
- 2002: Internationales Passagierterminal, Yokohama, Japan[20]

## Preise und Auszeichnungen
Dies ist eine ausgewählte Liste von Auszeichnungen für Moussavi und Foreign Office Architects (FOA).
| Jahr | Auszeichnung                                                | An                        | Von                                                                           | Für | Nachweis |
| ---- | ----------------------------------------------------------- | ------------------------- | ----------------------------------------------------------------------------- | --- | -------- |
| 2004 | Enric Miralles-Preis für Architektur                        | Foreign Office Architects |                                                                               | Internationales Seeverkehrsterminal von Yokohama | [ 21 ]   |
| 2004 | Sonderpreis für die beste Arbeit in der Sektion Topographie | Foreign Office Architects | 9. Architekturbiennale Venedig                                                | | [ 22 ]   |
| 2011 | RIBA-Preis in der Kategorie Bildung und Gemeinschaft        | Foreign Office Architects | Royal Institute of British Architects (RIBA)                                  | Ravensbourne Campus | [ 23 ]   |
| 2015 | Aufnahme in die Royal Academy of Arts                       | Farshid Moussavi          | Royal Academy of Arts                                                         | | [ 24 ]   |
| 2018 | Officer des Order of the British Empire (OBE)               | Farshid Moussavi          | Vereinigtes Königreich                                                        | Verliehen für Verdienste und Vielfalt in der Architekturbranche                                                                                             | [ 25 ]   |
| 2021 | UCL Ehrenmitgliedschaft                                     | Farshid Moussavi          | University College London (UCL)                                               | In Anerkennung einer herausragenden Karriere in der Architektur und eines Beitrags zur Erweiterung der Beteiligung an der Architekturausbildung und -praxis | [ 26 ]   |
| 2021 | Prix des Femmes Architectes, Prix International             | Farshid Moussavi          | Association pour la recherche sur la ville et l’habitat (ARVHA) in Frankreich | Herausragender Beitrag zur internationalen Architektur | [ 27 ]   |
| 2022 | Jane-Drew-Preis                                             | Farshid Moussavi          | The Architects' Journal                                                       | Ausgezeichnet für Innovation, Vielfalt und Inklusion in der Architektur                                                                                     | [ 28 ]   |

## Veröffentlichungen
In ihren Büchern schlägt Moussavi vor, die traditionellen binären Gegensätze in der Architektur – Form vs. Funktion, Struktur vs. Form, Ornament vs. Funktion, Stil vs. Funktion – zu verwerfen. Sie führt aus, dass das kreative Potenzial der Architektur vielmehr darin liegt, Wege zu finden, sie miteinander in Beziehung zu setzen.

### Bücher
- Farshid Moussavi, Michael Kubo: The Function of Ornament. Harvard Graduate School of Design, ACTAR, 2006, ISBN 978-84-96540-50-7 (englisch).
- Farshid Moussavi, Daniel Lopez, Ahmadreza Schricker, Garrick Ambrose: The Function of Form. Harvard Graduate School of Design, ACTAR, 2009, ISBN 978-84-96954-73-1 (englisch).
- Farshid Moussavi: The Function of Style. ACTAR, 2014, ISBN 978-1-940291-30-7 (englisch).
- Farshid Moussavi: Architecture & Micropolitics, Four Buildings, Farshid Moussavi Architecture 2010–2022. Park Books, 2022, ISBN 978-3-03860-194-4 (englisch).

### Fachartikel
- 30 St. Mary Axe. Harvard Design Magazine, Vol. 35, USA, 2012
- An Archeological Approach, Instigations: Engaging Architecture, Landscape, and the City (2012) GSD075, Hrsg. Mohsen Mostafavi und Peter Christensen in Zusammenarbeit mit Harvard University Graduate School of Design.
- Farshid Moussavi:  Viewpoints: Farshid Moussavi on the need for parametric thinking In: The Architectural Review, 21. September 2011. Abgerufen am 20. Oktober 2022 (englisch).
- Farshid Moussavi:  Viewpoints: Farshid Moussavi on Activism In: The Architectural Review, 24. Dezember 2011. Abgerufen am 20. Oktober 2022 (englisch).
- Farshid Moussavi:  Farshid Moussavi on Women in Architecture In: The Architectural Review, 28. Mai 2012. Abgerufen am 20. Oktober 2022 (englisch).
- Farshid Moussavi:  School buildings produce culture In: The Architectural Review, 28. September 2012. Abgerufen am 20. Oktober 2022 (englisch).
- Farshid Moussavi:  Viewpoints: Farshid Moussavi on Competitions In: The Architectural Review, 31. Januar 2013. Abgerufen am 20. Oktober 2022 (englisch).
- Farshid Moussavi:  Farshid Moussavi: Planning is an art form In: The Architectural Review, 19. Dezember 2013. Abgerufen am 20. Oktober 2022 (englisch).
- Farshid Moussavi:  Style and Substance: Interview with Farshid Moussavi In: The Architectural Review, 4. Juni 2014. Abgerufen am 20. Oktober 2022 (englisch).
- The Function of Ornament in the Ismaili Center Houston in The Clamor of Ornament: Exchange, Power, and Joy from the Fifteenth Century to the Present, Hrsg. The Drawing Center, NY, 2022